# 7859 Lhasa
7859 Lhasa eller 1979 US är en asteroid i huvudbältet som upptäcktes den 19 oktober 1979 av den tjeckiske astronomen Antonín Mrkos vid Kleť-observatoriet i Tjeckien. Den är uppkallad efter staden Lhasa.
Asteroiden har en diameter på ungefär 16 kilometer.